# Artturi Ilmari Virtanen
Artturi Ilmari Virtanen (Helsinki, 15 gennaio 1895 – Helsinki, 11 novembre 1973) è stato un chimico finlandese, vincitore del premio Nobel per la chimica nel 1945.

## Biografia
Virtanen nacque a Helsinki da Kaarlo Virtanen e Serafiina Isotalo, studiò al liceo classico di Viipuri (Vyborg). In seguito Virtanen studiò chimica, biologia, e fisica all'Università di Helsinki laureandosi nel 1919, andò a specializzarsi in  Svizzera e Svezia. Divenne professore di biochimica all'Istituto finlandese di Tecnologia di Helsinki nel 1931 e docente all'Università di Helsinki nel 1939. Le sue ricerche vertevano principalmente su mangimi per animali parzialmente sintetici, i batteri azoto-fissanti che si trovano sui noduli radicali delle piante leguminose, e il miglioramento di metodi per la conservazione del burro.
Nel 1945 fu conferito a Virtanen il Premio Nobel per la chimica per la sua ricerca e invenzione nella chimica agricola e nutritiva, specialmente per il suo metodo per la conservazione del foraggio (foraggio AIV). Il metodo, brevettato nel 1932, consisteva in un tipo di silaggio che migliorava l'immagazzinamento del foraggio fresco, importante durante i lunghi inverni. Il processo comprendeva anche nell'aggiunta di acido cloridrico o acido solforico al frumento appena immagazzinato. L'incremento dell'acidità blocca dannose fermentazioni e non ha effetti collaterali né sugli animali che lo consumano né sulle sue qualità nutritive.
L'asteroide 1449 Virtanen, scoperto dal fisico e astronomo finlandese Yrjö Väisälä, è stato a lui intitolato.